# Palazzo Anchieta
Il Palazzo Anchieta (in portoghese Palácio Anchieta) è uno storico edificio della città di Vitória in Brasile.

## Storia
L'edificio venne costruito nel XVI secolo dai padri gesuiti e fino al 1760 ospitò il collegio di São Tiago. È sede del governo dell'Espírito Santo dal XVIII secolo.

## Descrizione
L'edificio, situato nel centro di Vitória, presenta nelle sue forme attuali uno stile eclettico.